# Плийон, Пьер
Пьер Плийон (фр. Pierre Plihon; род. 29 октября 1989, Ницца) — французский лучник, специализирующийся в стрельбе из олимпийского лука. Чемпион Европейских игр, участник Олимпийских игр.

## Биография
Пьер Плийон родился 29 октября 1989 года. Впервые начал стрелять из лука в 12 лет. Выбрал этот вид спорта, чтобы почтить память своего крёстного.

## Карьера
На чемпионате мира 2015 года в Копенгагене Пьер Плийон сумел стать лишь 57-м в личном турнире и 19-м в командном.
В 2016 году участвовал на Олимпиаде-2016, где с командой дошёл до четвертьфинала и стал пятым, а в индивидуальном турнире проиграл в 1/32 финала.
В 2017 году в миксте стал пятым на этапе Кубка мира в Берлине, а в личном турнире дошёл до 1/8 финала. На чемпионате мира в Мехико в индивидуальном первенстве дошёл до 1/16 финала, а в составе мужской команды завоевал серебро.
В 2018 году дошёл до 1/16 финала на этапах Кубка мира в Берлине и Шанхае, а также выбыл на стадии 1/32 из борьбы в Солт-Лейк-Сити и Анталии. На чемпионате Европы 2018 года стал девятым и в командном, и в личном турнирах.
В 2019 году в Берлине на Кубке мира дошёл до 1/8 финала и в индивидуальном первенстве, и в командном. Также выступил в Анталии, где завершил выступления на стадии 1/16 финала, а в Медельине проиграл в 1/32 финала. На Европейских играх в Минске завоевал золотую медаль с мужской командой, а в индивидуальном первенстве достиг 1/16 финала. Также выступил в миксте, где достиг четвертьфинала. На чемпионате мира в Хертогенбосе добрался до 1/32 в личном турнире, а с командой вышел в 1/8 финала.
Французы завоевали дополнительную квоту на командный турнир в отборе в Париже, и таким образом, получили право выставить трёх спортсменов на индивидуальные соревнования.
В мужском командном турнире в первом матче французы с сухим счётом проиграли США. В личном турнире в первом матче Плийон победил американца Джека Уильямса со счётом 6:4, но в 1/16 финала проиграл олимпийскому чемпиону Ким У Джину из Кореи.